# Edward Heffron
Edward James "Babe" Heffron (16 de maio de 1923 ) - (1 de dezembro de 2013), foi um ex-oficial da Easy Company, 2 º Batalhão, 506o Regimento de Infantaria Pára-quedista, na 101 ª Divisão Aerotransportada do Exército dos Estados Unidos durante a Segunda Guerra Mundial. Heffron foi retratado na minissérie da HBO Band of Brothers por Robin Laing. Ele escreveu o livro Brothers in Battle, Best of Friends: Two WWII Paratroopers a partir do original Band of Brothers, para contar a sua história e de seu companheiro veterano William "Wild Bill" Guarnere ao jornalista Robyn Post em 2007.

## Antes daII Guerra Mundial
Nascido no sul da Filadélfia, Pensilvânia, o terceiro dos cinco filhos de Joseph (um guarda de prisão) e Anne. Seus pais eram irlandeses e católicos, a família ia à missa todos os domingos e os filhos iam à escola católica do Sagrado Coração. Ele iria estudar na  South Philadelphia High School, mas teve que desistir para ganhar dinheiro durante a Grande Depressão.
Heffron começou a trabalhar na New York Shipbuilding, em Camden, Nova Jersey, jateando cruzadores e preparando-os para serem convertidos para transportadores de escolta. Por causa de seu trabalho ele tinha isenção do serviço militar, mas decidiu não usá-la pois queria ir com seu amigo, Anthony Cianfrani, para o exército. Heffron se alistou em 7 de novembro 1942 em sua cidade natal.

## Durante aII Guerra Mundial
Como membro da Companhia Easy, ele lutou em várias batalhas importantes, incluindo a Operação Market Garden na Holanda e na Batalha do Bulge em Bastogne, na Bélgica. Durante a Batalha do Bulge serviu como uma metralhadora e foi condecorado com a Estrela de Bronze. Ele ajudou a libertar o campo de concentração Kaufering em Landsberg, Alemanha, e capturou o Ninho de Águia de Hitler(Kehlsteinhaus).
Enquanto estava na escola Heffron fez um pacto com seus dois melhores amigos, John T. "Johnny" Julian e JD Henderson que, se alguma coisa acontecesse a um deles, os outros reuniriam seus pertences pessoais e devolveriam-nos para que a família da pessoa. Henderson foi ferido em Veghel e voltou para os Estados Unidos.
Julian se tornou o melhor amigo Heffron em combate. Em 1 de Janeiro de 1945, Heffron estava dando cobertura ao grupo com sua metralhadora, quando ouviu o sargento Johnny Martin gritar que Julian foi atingido. Ele deixou seu posto e foi em direção a Julian, mas poderia chegar até ele. Toda vez que tentava ajudar Julian, os alemães atiravam. Mais tarde, o pelotão repeliu os alemães e trouxeram de volta o seu corpo, mas Heffron não conseguiu vê-lo.
A partir do dia em Julian morreu Heffron passou a odiar o Dia de Ano Novo. E por causa de Bastogne ele não gosta de Natal também. Heffron levou doze anos para conseguir falar com a mãe de Julian.
Heffron estava de guarda em um cruzamento perto de Berchtesgaden no início de maio de 1945, quando o general Theodor Tolsdorff, comandante do LXXXII Corps, desceu a estrada com 31 veículos (muitos deles carregados com seus pessoais). O general disse Heffron que queria se render, mas para um oficial e não para um soldado.

## Após aII Guerra Mundial
Após a guerra Heffron foi trabalhar em uma unidade de destilaria de uísque que ficava na 3223 South Delaware Avenue, na Filadélfia chamada Publicker Industries. Em 1966, depois de ter estado lá por 20 anos, a Publicker mudou-se da Filadélfia para Linfield, Pensilvânia, e assim Heffron saiu e passou os próximos 27 anos trabalhando na verificação de carga no porto da Filadélfia.